# Henry Stjernqvist
Henry Stjernqvist (født 30. juni 1899 i København, død 17. august 1980) var en dansk embedsmand og politiker.
Han var søn af skræddersvend A.N. Stjernqvist (død 1922) og hustru Johanna f. Pehrsson (død 1964), blev student fra Østre Borgerdydskole 1918, cand.polit. 1923 og fik accessit for sin prisopgave ved Københavns Universitets 1928. Han blev dernæst sekretær i Det Statistiske Departement i 1923, fuldmægtig i 1936, ekspeditionssekretær 1937, kontorchef 1938-1969 og fungerede som statsminister Thorvald Staunings sekretær 1934-37. Han var siden statistisk konsulent ved Valutacentralen 1932-48 og medlem af forskellige kommissioner og udvalg, bl.a. Socialministeriets udvalg om socialreformen af 1934 og Husassistentkommissionen af 1940 samt sekretær i Trafikkommissionen af 1937.
Stjernqvist var medlem af Københavns Borgerrepræsentation for Socialdemokratiet 1938-1970 og var formand for forsamlingen 1962-70. Han var desuden medlem af forretningsudvalget for Københavns Idrætspark til 1970, af Skatterådet, af Københavns Havnebestyrelse 1963-67 og af bestyrelsen for De samvirkende Boligselskaber 1946-73 samt medlem af Rigsretten fra 1966. Han modtog Fortjenstmedaljen i guld.
Derudover sad han i bestyrelsen for Socialdemokratisk Vælgerforening i 7. kreds 1918-25 og af repræsentantskabet for Hovedstadens Brugsforening 1924-25 og 1932-70 (fra 1945 som revisor), var lærer ved Socialdemokratisk Arbejderskole 1923-31 og formand for Socialøkonomisk Samfund 1931-32.
Han skrev bl.a. Vejledning i Statistik (1927), Tallene taler. Haandbog i Alkoholspørgsmaal (1939) og Statistikkens ABC (1943).